# Epítopo

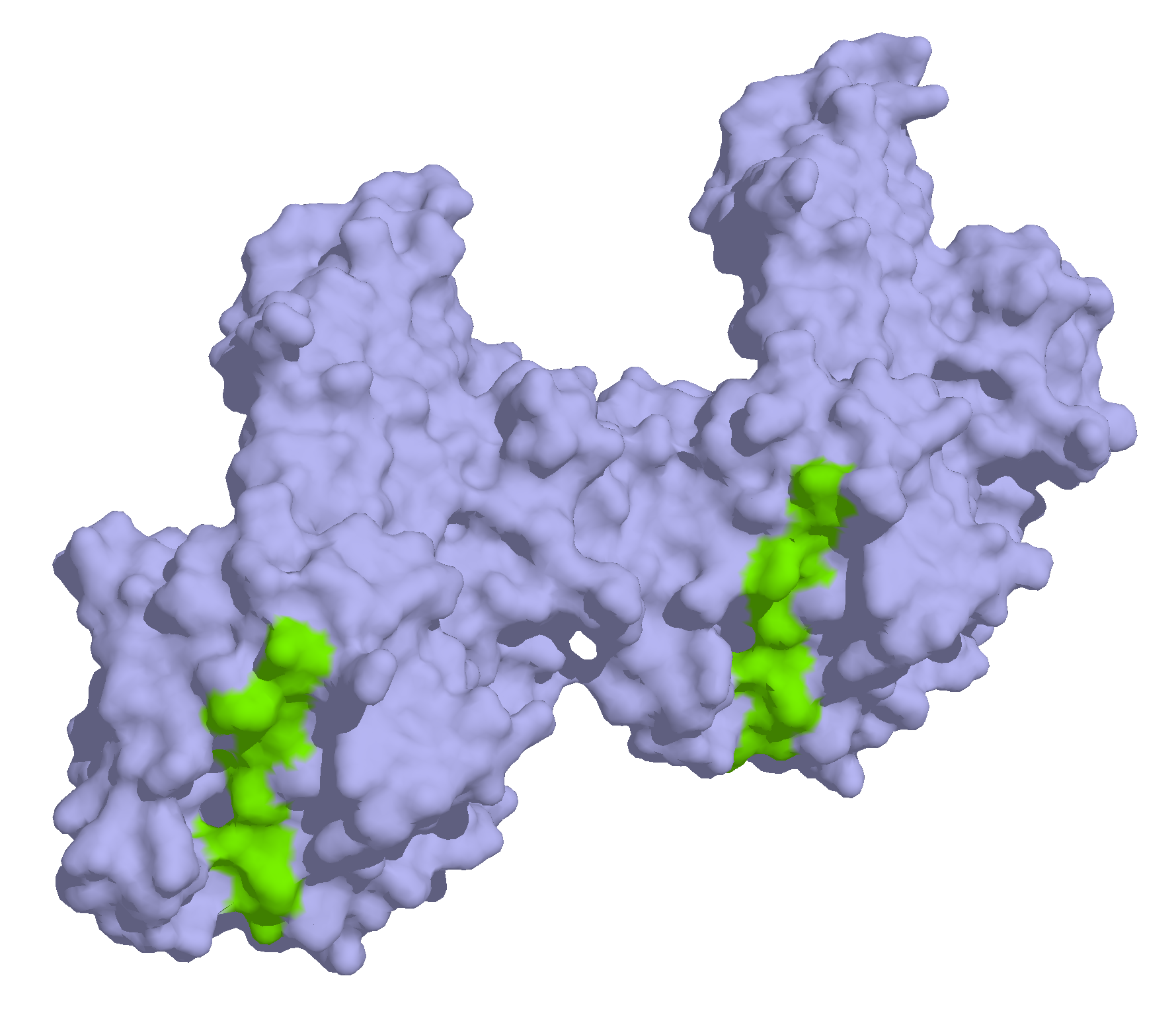
Estructura tridimensional de los epítopes de la gliadina, mediadores de la enfermedad celíaca.

Un epítopo o determinante antigénico es la porción de una macromolécula que es reconocida por el sistema inmunitario, específicamente la secuencia a la que se unen los anticuerpos, los receptores de las células B o los receptores de las células T. Aunque se piensa que los epítopos provienen de proteínas no propias, las secuencias que se obtienen del huésped que pueden ser reconocidas son también clasificadas como epítopos.

## Bioquímica
Los anticuerpos, bien sea libres o fijados a la matriz extracelular, se unen a moléculas antigénicas en una superficie de unión, para así formar complejos antígeno-anticuerpo. Esas superficies de unión sobre las macromoléculas constan de complejas secuencias específicas llamadas determinantes antigénicos o epítopos. La mayoría de los epítopos reconocidos por anticuerpos o células B se pueden pensar como relieves de superficies tridimensionales de una molécula antígeno; estos relieves encajan con precisión y así se unen a anticuerpos. La parte de un anticuerpo que reconoce el epítopo se llama paratopo. La excepción son los epítopos lineales, que son determinados por la secuencia de aminoácidos (la estructura primaria) en vez de por la forma 3D (estructura terciaria) de una proteína.
De conocerse la secuencia genética de un determinado epítopo que será reconocido por un anticuerpo, es posible emplear ésta para generar una proteína quimera por fusión del marco abierto de lectura (ORF) de un gen a estudiar con la secuencia de dicho epítopo; de este modo, el anticuerpo inicial puede ser empleado para detectar la proteína quimera, lo cual permite detectarla y efectuar análisis sobre ella. Esta estrategia se ha empleado para caracterizar c-myc, HA, FLAG y V5.

## Inmunología
En las células T, los epítopos se presentan sobre la superficie de una célula presentadora de antígeno, concretamente a través de moléculas del MHC. Los epítopos de las células T presentados por moléculas MHC clase I son típicamente péptidos de entre 8 y 15 aminoácidos de longitud, mientras que las moléculas MHC clase II presentan péptidos más largos y las moléculas MHC no clásicas también presentan epítopos no peptídicos como los glucolípidos. 
Los epítopos pueden ser trazados usando microarrays de proteínas, y con las técnicas ELISPOT o ELISA. 
Los epítopos tienen a veces reactividad cruzada. Esta propiedad es explotada por el sistema inmunitario en la regulación por anticuerpos anti-idiotípicos (nombre propuesto originalmente por el premio Nobel Niels Kai Jerne). Si un anticuerpo se une a un epítopo de un antígeno, el paratopo puede convertir el epítopo para otro anticuerpo que entonces se unirá a él. Si este segundo anticuerpo es de clase IgM, su unión puede acentuar la respuesta inmune; si el segundo anticuerpo es de clase IgG, su unión puede disminuirla.
Actualmente se están realizando investigaciones intensivas para diseñar herramientas fiables que predecirán epítopos en proteínas.

## Bases de datos de epítopos
- MHCBN: Una base de datos de epítopos aglutinantes MHC/TAP y células T
- Bcipep: Una base de datos de epítopos de células B
- SYFPEITHI - Primera base de datos en línea de epítopos de células T
- IEDB - Base de datos de epítopos de células T y B con anotaciones del contexto de reconocimiento
- ANTIJEN - Base de datos de epítopos de células T y B del Jenner Institute, Reino Unido
- IMGT/3Dstructure-DB - Estructuras tridimensionales de epítopos de células B y T con anotación de IG y TR - IMGT, Montpellier, Francia